# Matrisfaktorisering
Inom matematiken, specifikt linjär algebra, är en matrisfaktorisering en uppdelning av en matris i flera matriser på ett speciellt sätt. Det finns många sorters matrisfaktoriseringar, med tillämpningar inom olika sorters problem.

## Faktoriseringar för att lösa linjära ekvationssystem

### LU-faktorisering
För alla kvadratiska matriser A, kan matrisen delas upp i så att {\displaystyle A=LU} för en nedåt triangulär matris L och en uppåt triangulär matris U. Detta kan sedan användas för att snabbare lösa ekvationssystem av typen {\displaystyle Ax=b}.

### Choleskyfaktorisering
Choleskyfaktorisering kan ses som ett specialfall av LU-faktorisering; om matrisen A är symmetrisk och positivt definit kan A representeras av {\displaystyle A=U^{T}U} för en uppåt triangulär matris U.

### QR-faktorisering
QR-faktorisering kan göras för alla {\displaystyle m\times n}-matriser A. Matrisen A skrivs som {\displaystyle A=QR} för en ortogonal matris Q och en uppåt triangulär matris R. Då Q är ortogonal ({\displaystyle Q^{-1}=Q^{T}}) kan ekvationssystemet {\displaystyle Ax=b} skrivas {\displaystyle QRx=b\Leftrightarrow Rx=Q^{T}b}, som är lättare att lösa.

## Uppdelningar med egenvärden och liknande

### Diagonalisering
Om en {\displaystyle n\times n}-matris A har n egenvärden och lika många egenvektorer (om egenvärdena är distinkta så finns lika många egenvektorer), kan matrisen skrivas på formen {\displaystyle A=TDT^{-1}} där D är en diagonalmatris och T är en matris med egenvektorer. I vissa fall kan T göras till en ortogonal matris U så att {\displaystyle A=UDU^{T}}. Se även spektralsatsen.

### Jordans normalform
För en given kvadratisk matris A blir jordans normalform {\displaystyle A=TJT^{-1}}, där T utgörs av A:s egenvektorer och J är en blockdiagonal matris. Varje block i J är bidiagonalt med A:s egenvärden i diagonalen och antingen ettor eller nollor i superdiagonalen. Diagonalisering är ett specialfall av jordans normalform.  

### Singulärvärdesuppdelning
Varje {\displaystyle m\times n}-matris A kan singulärvärdesuppdelas, enligt {\displaystyle A=UDV^{H}} för unitära matriser U och V och så att D har storleken {\displaystyle m\times n} och endast har värden (dessa värden kallas singulärvärden) i diagonalen. {\displaystyle V^{H}} betecknar det hermiteska konjugatet till V.